# سرابكولسة (مقاطعة إسلام آباد غرب)
سرابكولسة (بالفارسية: سراب‌کولسه) هي قرية تقع في قسم حومة الجنوبي الريفي (مقاطعة إسلام آباد غرب) في إيران. يقدر عدد سكانها بـ 18 نسمة بحسب إحصاء 2016.